# Izieu
Pour l’article ayant un titre homophone, voir Izieux.
Izieu est une commune du département de l'Ain, dans le Bugey, près du haut Rhône, à proximité de Belley, entre Lyon et Chambéry.

## Géographie

### Localisation
La commune se trouve à la pointe sud du Bugey et du département de l'Ain, à trois kilomètres du Rhône. Elle est traversée par le GR 59 et accessible par la route départementale D 19d.

### Communes limitrophes
| Saint-Benoît    | Prémeyzel | Peyrieu            |
|                 | Izieu     |                    |
| Brégnier-Cordon |           | Murs-et-Gélignieux |

### Reliefs

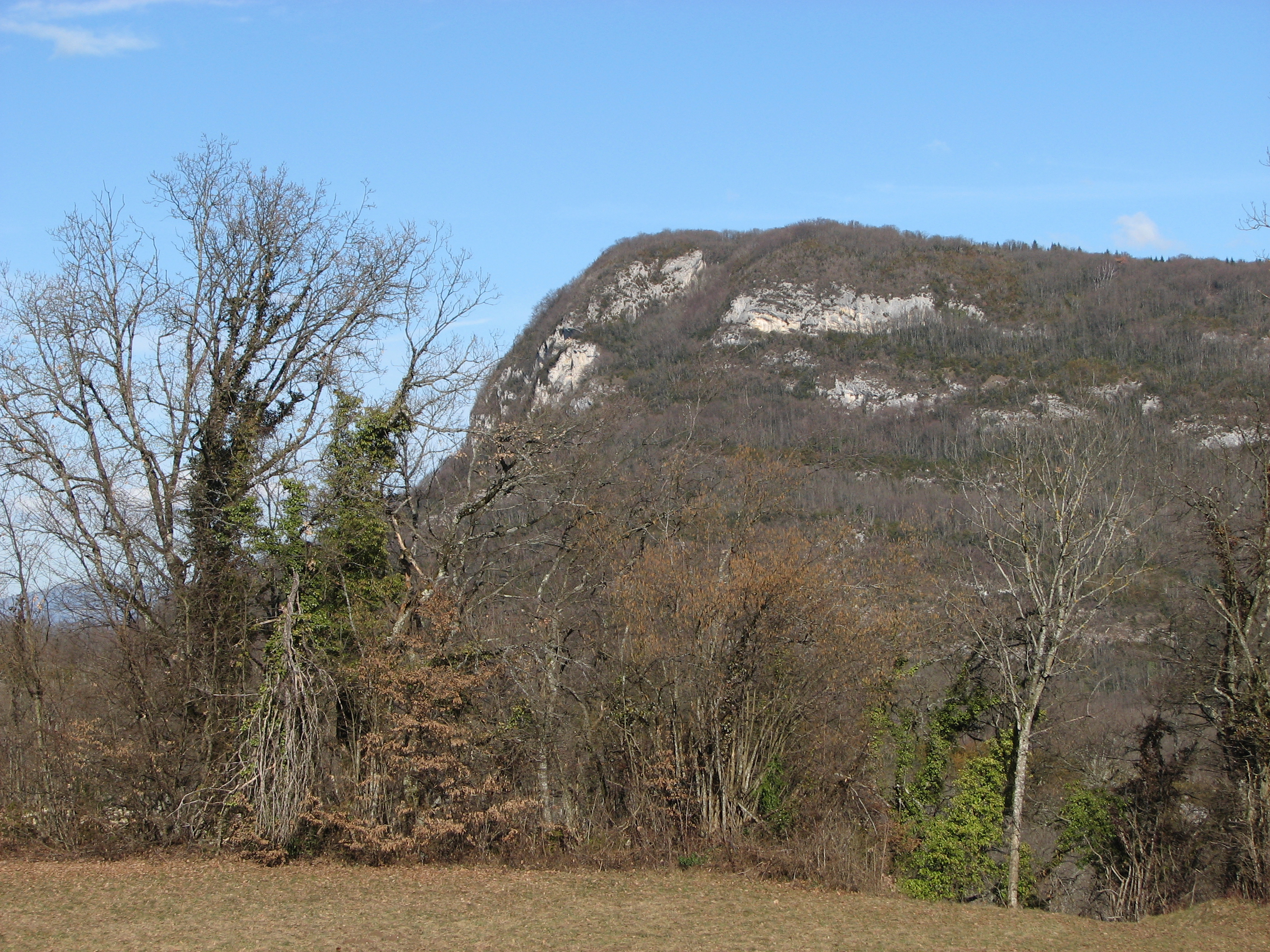
Vue du Grand Thur.

Le point culminant de la commune est le Grand Thur, à 758 m d'altitude, dans la Montagne d'Izieu. Un autre sommet remarquable est le mont Saint-Clair (549 m), sur lequel est érigée la croix de Saint-Clair.

### Hydrographie
Il n'y a pas de cours d'eau sur le territoire d'Izieu, à l'exception du canal du Rhône, à l'extrême sud de la commune. L'ancien lac de Pluvis a été comblé en 1981 lors du creusement de ce canal.

### Hameaux
L'habitat est surtout groupé dans le village, auquel s'ajoutent les hameaux de Pluvis, de Carron, de Lélinaz et de Lambraz. Ce dernier hameau est aujourd'hui abandonné.

### Climat
Pour des articles plus généraux, voir Climat d'Auvergne-Rhône-Alpes et Climat de l'Ain.
En 2010, le climat de la commune est de type climat des marges montargnardes, selon une étude du CNRS s'appuyant sur une série de données couvrant la période 1971-2000. En 2020, Météo-France publie une typologie des climats de la France métropolitaine dans laquelle la commune est exposée à un climat de montagne ou de marges de montagne et est dans la région climatique Alpes du nord, caractérisée par une pluviométrie annuelle de 1 200 à 1 500 mm, irrégulièrement répartie en été.
Pour la période 1971-2000, la température annuelle moyenne est de 10,8 °C, avec une amplitude thermique annuelle de 17,9 °C. Le cumul annuel moyen de précipitations est de 1 401 mm, avec 11,1 jours de précipitations en janvier et 8,1 jours en juillet. Pour la période 1991-2020, la température moyenne annuelle observée sur la station météorologique de Météo-France la plus proche, « Belley Man », sur la commune de Belley à 12 km à vol d'oiseau, est de 12,1 °C et le cumul annuel moyen de précipitations est de 1 099,8 mm,. Pour l'avenir, les paramètres climatiques de la commune estimés pour 2050 selon différents scénarios d'émission de gaz à effet de serre sont consultables sur un site dédié publié par Météo-France en novembre 2022.

## Urbanisme

### Typologie
Au 1er janvier 2024, Izieu est catégorisée commune rurale à habitat dispersé, selon la nouvelle grille communale de densité à 7 niveaux définie par l'Insee en 2022.
Elle est située hors unité urbaine et hors attraction des villes,.

### Occupation des sols
L'occupation des sols de la commune, telle qu'elle ressort de la base de données européenne d’occupation biophysique des sols Corine Land Cover (CLC), est marquée par l'importance des forêts et milieux semi-naturels (70,5 % en 2018), une proportion identique à celle de 1990 (70,5 %). La répartition détaillée en 2018 est la suivante : 
forêts (70,5 %), zones agricoles hétérogènes (26 %), eaux continentales (3,4 %).
L'évolution de l’occupation des sols de la commune et de ses infrastructures peut être observée sur les différentes représentations cartographiques du territoire : la carte de Cassini (XVIIIe siècle), la carte d'état-major (1820-1866) et les cartes ou photos aériennes de l'IGN pour la période actuelle (1950 à aujourd'hui).

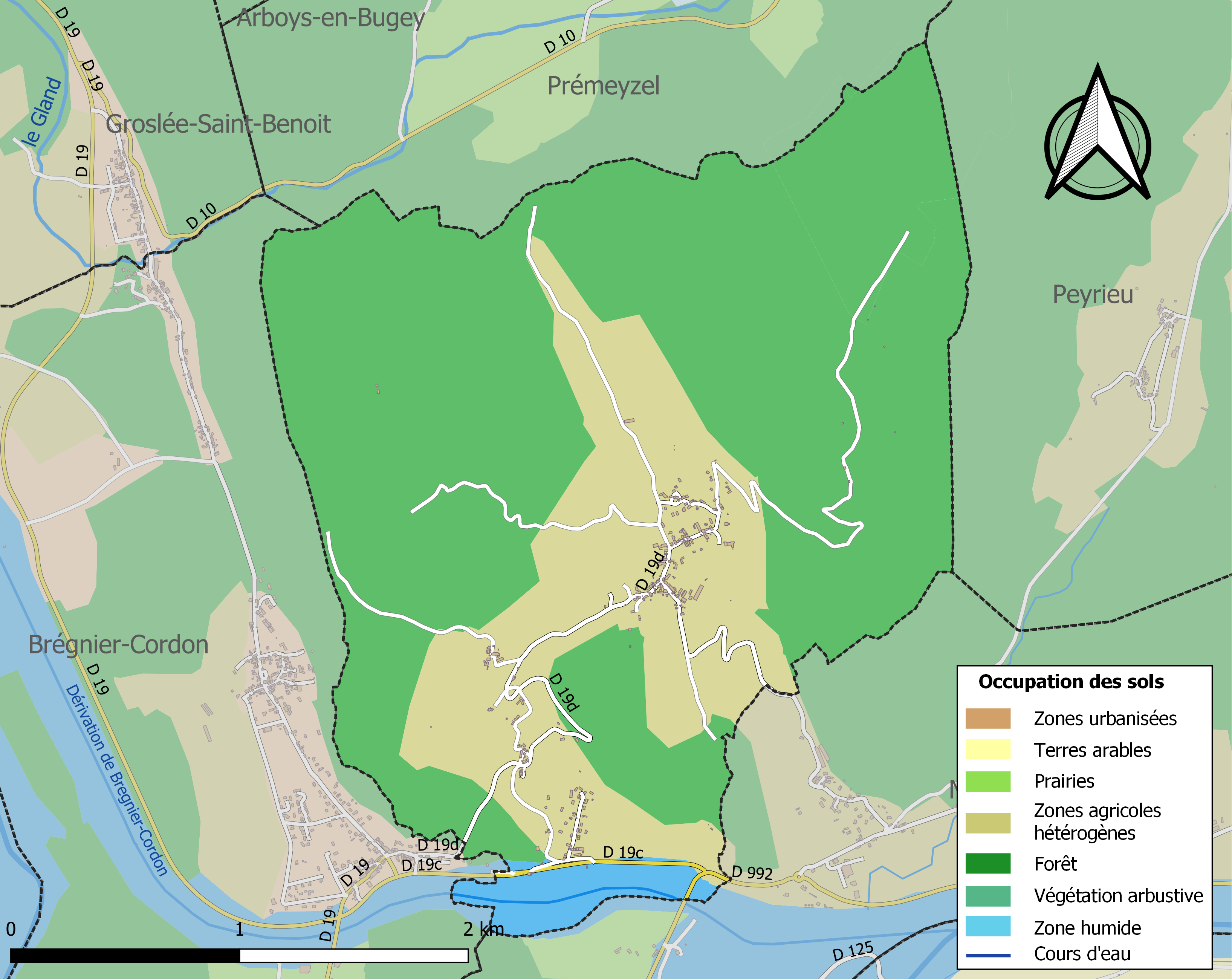
Carte des infrastructures et de l'occupation des sols de la commune en 2018 (CLC).

## Histoire

### XXesiècle
En 1943, des enfants juifs sont hébergés et cachés par Sabine Zlatin et Miron Zlatin, avec le soutien de l'Œuvre de secours aux enfants, dans une maison d'Izieu accueillant régulièrement avant la guerre des colonies de vacances.
Le 6 avril 1944, les 44 enfants d'Izieu et les 7 adultes qui les encadraient sont arrêtés lors d'une rafle conduite par le SS et chef de la Gestapo de Lyon Klaus Barbie. Passés par la prison Montluc à Lyon, puis par le camp de Drancy en région parisienne, 42 enfants et 6 éducateurs sont ensuite envoyés vers le camp d'extermination d'Auschwitz-Birkenau où ils sont immédiatement gazés. Miron Zlatin et 2 adolescents, Théo Reis et Arnold Hirsch, sont déportés en Estonie par le convoi no 73. Parti de Drancy le 15 mai 1944, ce convoi est composé uniquement d’hommes en âge et en force de travailler. Ils sont fusillés par les SS dans la forteresse de Tallinn en Estonie au cours de l’été 1944.
Ces événements tragiques font notamment l'objet du téléfilm La Dame d'Izieu, d'Alain Wermus, et de la chanson de Reinhard Mey, Die Kinder von Izieu.

## Politique et administration

### Découpage territorial
La commune d'Izieu est membre de la communauté de communes Bugey Sud, un établissement public de coopération intercommunale (EPCI) à fiscalité propre créé le 1er janvier 2014 dont le siège est à Belley. Ce dernier est par ailleurs membre d'autres groupements intercommunaux.
Sur le plan administratif, elle est rattachée à l'arrondissement de Belley, au département de l'Ain et à la région Auvergne-Rhône-Alpes. Sur le plan électoral, elle dépend du canton de Belley pour l'élection des conseillers départementaux, depuis le redécoupage cantonal de 2014 entré en vigueur en 2015, et de la troisième circonscription de l'Ain pour les élections législatives, depuis le dernier découpage électoral de 2010.

### Administration municipale

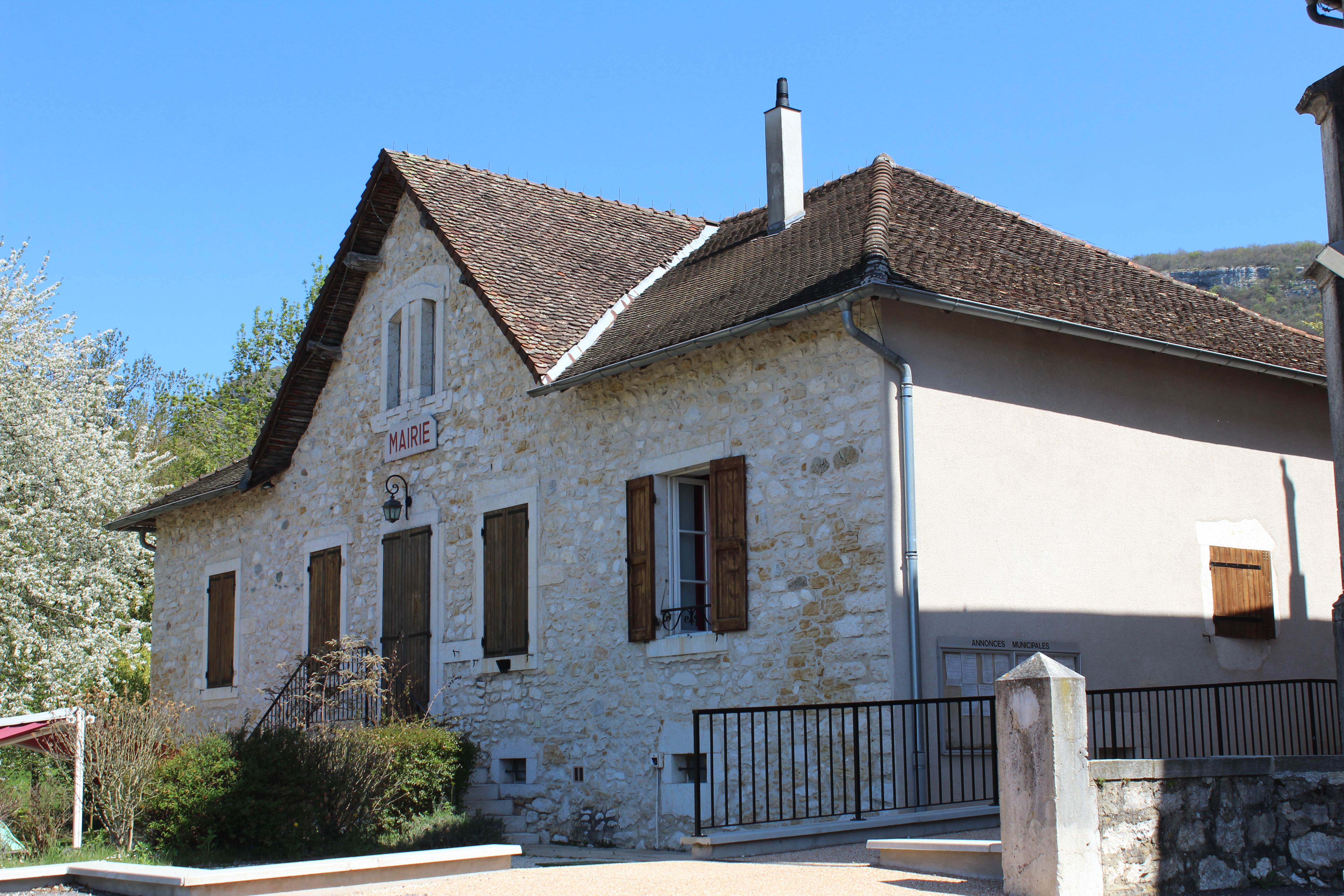
Mairie.

| Période                                  | Période   | Identité             | Étiquette | Qualité     |
| ---------------------------------------- | --------- | -------------------- | --------- | ----------- |
| avant juin 1995                          | mars 2008 | Henri Rampin         |           |             |
| mars 2008                                | mars 2014 | Jean-Philippe Gardaz |           |             |
| mars 2014                                | En cours  | Denis Martin-Barbaz  | DVD       | Agriculteur |
| Les données manquantes sont à compléter. |           |                      |           |             |

## Démographie
L'évolution du nombre d'habitants est connue à travers les recensements de la population effectués dans la commune depuis 1793. Pour les communes de moins de 10 000 habitants, une enquête de recensement portant sur toute la population est réalisée tous les cinq ans, les populations de référence des années intermédiaires étant quant à elles estimées par interpolation ou extrapolation. Pour la commune, le premier recensement exhaustif entrant dans le cadre du nouveau dispositif a été réalisé en 2004.
En 2022, la commune comptait 223 habitants, en évolution de −7,85 % par rapport à 2016 (Ain : +5,15 %, France hors Mayotte : +2,11 %).
| 1793 | 1800 | 1806 | 1821 | 1831 | 1836 | 1841 | 1846 | 1851 |
| ---- | ---- | ---- | ---- | ---- | ---- | ---- | ---- | ---- |
| 305  | 305  | 334  | 304  | 325  | 309  | 338  | 331  | 335  |

| 1856 | 1861 | 1866 | 1872 | 1876 | 1881 | 1886 | 1891 | 1896 |
| ---- | ---- | ---- | ---- | ---- | ---- | ---- | ---- | ---- |
| 319  | 326  | 316  | 326  | 327  | 340  | 334  | 332  | 307  |

| 1901 | 1906 | 1911 | 1921 | 1926 | 1931 | 1936 | 1946 | 1954 |
| ---- | ---- | ---- | ---- | ---- | ---- | ---- | ---- | ---- |
| 269  | 250  | 262  | 217  | 207  | 185  | 174  | 147  | 145  |

| 1962 | 1968 | 1975 | 1982 | 1990 | 1999 | 2004 | 2006 | 2009 |
| ---- | ---- | ---- | ---- | ---- | ---- | ---- | ---- | ---- |
| 113  | 103  | 141  | 136  | 161  | 178  | 185  | 184  | 202  |

| 2014 | 2019 | 2022 | - | - | - | - | - | - |
| ---- | ---- | ---- | - | - | - | - | - | - |
| 231  | 222  | 223  | - | - | - | - | - | - |

## Culture et patrimoine

### Lieux et monuments

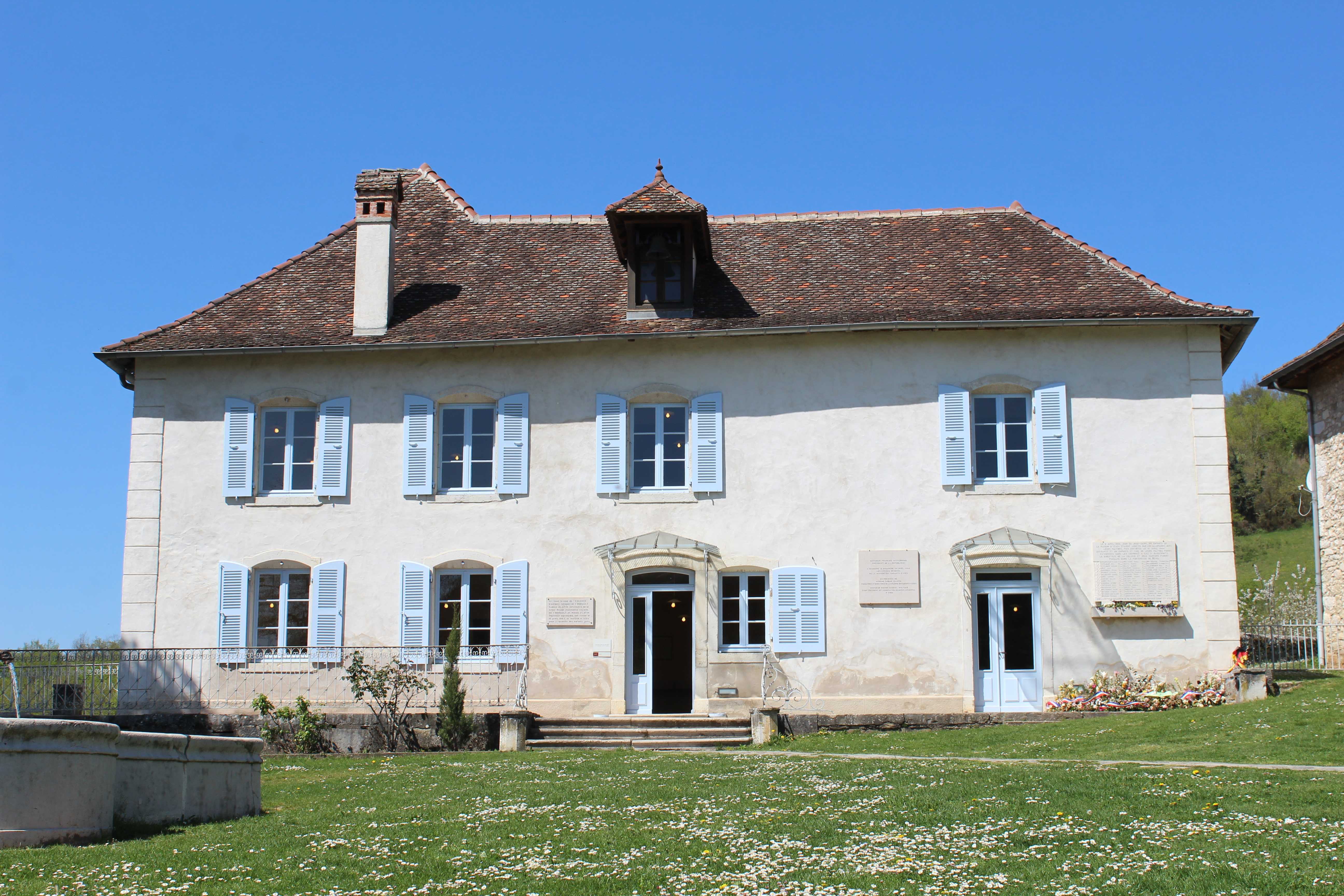
Maison des Enfants d'Izieu qui abrite depuis 1994, le Mémorial des enfants d'Izieu.

- Le Mémorial des enfants d'Izieu : le lieu historique de la rafle est devenu un mémorial en 1994. Par ailleurs, la Maison des Enfants d'Izieu fait l’objet d’une inscription au titre des monuments historiques depuis le 26 mars 1991[18]. Cette inscription inclut la maison et ses deux bâtiments annexes ;
- Château de Pluvis ;
- Croix de Saint-Clair.
- Église Saint-Maurice d'Izieu.

### Personnalités liées à la commune
- Jean-Louis Martin-Barbaz, comédien et metteur en scène français, est installé à Izieu où il a créé un festival de théâtre ;
- Sabine Zlatin, directrice de la Maison d'Enfants Réfugiés de l'Hérault, son mari Miron Zlatin et Léa Feldblum ;
- Charles Machet (1902-1980), sculpteur français, est né dans la commune.
- Paulette Fink infirmière juive et résistante pendant la Seconde Guerre mondiale habita Izieu et sauva ses filles de la rafle de justesse[19].